# Ricard Clausells
Ricard Clausells (Reus, 1864 - Sant Feliu de Llobregat, 1939) va ser un pintor i poeta català.
De molt petit la seva família es traslladà a Vilafranca del Penedès. El 1878 estudià a l'Escola de Belles Arts de Barcelona i després a l'Escola de la Llotja. El 1893 donava classes de pintura a casa seva, i el 1897, dirigí el segon número de Reus Tranquil, un periòdic humorístic vinculat al Grup modernista de Reus, ja que conservava amics a aquella ciutat. Entre 1900 i 1913 col·labora al Semanario Católico de Reus, sobretot amb poemes que hi enviava des de Vilafranca, tant en català com en castellà.
La seva obra pictòrica està vinculada a Vilafranca del Penedès, ja que hi residí molts anys. L'Ajuntament de la ciutat li encarregà l'elaboració de quadres sobre els fills il·lustres de la ciutat, i el 1901 s'inaugurà la Galeria de vilafranquins il·lustres. El 1903 va comprar una casa a Sant Feliu de Llobregat on hi anava a passar temporades. El 1910 va anar a viure definitivament a Sant Feliu amb la seva mare. En aquesta població pintà diversos quadres de temàtica religiosa per a esglésies de Sant Feliu i de Vilafranca. A partir de 1915 decorà el sostre del Saló de Sessions de l'Ajuntament de Vilafranca. Morta la seva mare el 1917, donà classes de dibuix i pintura a l'Asil Duran, un col·legi reformatori de sant Feliu. El 1923 es casà amb la reusenca Josefina Sanromà a Barcelona. No deixà de fer exposicions, tant a Vilafranca com a Sant Feliu i també a Barcelona. Publicà poemes a revistes de Vilafranca i a El eco del Llobregat de Sant Feliu i seguí pintant fins al final de la seva vida. Morí a sant Feliu el 10 de febrer de 1939.